# Medasina junctilinea
Medasina junctilinea là một loài bướm đêm trong họ Geometridae.